# Parasphaerichthys ocellatus
Parasphaerichthys ocellatus — дрібний тропічний прісноводний вид риб з родини осфронемових (Osphronemidae), підродина луціоцефалових (Luciocephalinae).
Водиться в басейні Іраваді в північній частині М'янми. Зустрічається в річках та озерах, найчастіше в замулених струмках, але був знайдений також серед густої рослинності по краях озер. Вид досить поширений в озері Індоджі (англ. Indawgyi Lake).
Найбільший офіційно зареєстрований екземпляр цього виду мав довжину 32 мм. Тіло невисоке, видовжене, стиснуте з боків. Спинний плавець розташований на верхівці спини, ближче до хвоста, його основа вдвічі коротша за основу анального плавця. Грудні плавці посунуті в нижню половину тіла, черевні розташовані під грудними. Анальний плавець тягнеться від грудних до хвостового плавця. Останній трохи видовжений, по краю закруглений. Перші промені черевних плавців подовжені у вигляді ниток.
У бічній лінії 27-28 лусок, луски великі.
Основне забарвлення бежеве. Посередині тіла розташована характерна темна у світлій облямівці пляма. Ще одна така пляма, але менша, знаходяться біля основи хвостового плавця.
Вид зустрічається в торгівлі акваріумними рибами, але імпортується дуже рідко. Його можна знайти лише у досвідчених акваріумістів.
Тримають Parasphaerichthys ocellatus у невеликих акваріумах місткістю 20-50 літрів, засаджених дрібнолистими рослинами, зі схованками та вільним простором для плавання. Ґрунт темний. Температура 22-26 °C, показник pH і твердість принципового значення не мають, аерація та фільтрація води не потрібні.
Рибки мирні. Краще тримати їх групою. Живуть в акваріумі декілька років.
Вид розводився в умовах акваріума, зокрема це вдалося Франку Штроцику (нім. Frank Strozyk). За декілька днів до нересту забарвлення риб змінюється, на тілі з'являється контрастний малюнок із чорного та білого кольорів. Ікра відкладається до гнізда з бульбашок. Самець охороняє зону, розташовану безпосередньо біля гнізда, а самка патрулює територію навколо. Інкубаційний період становить 3-5 днів. Виростити мальків не вдалося.